# Contea di Fremont (Iowa)
La contea di Fremont (in inglese Fremont County) è una contea dello Stato dell'Iowa, negli Stati Uniti. La popolazione al censimento del 2010 era di 7.441 abitanti. Il capoluogo della contea è Sidney.

## Geografia fisica
La contea si trova nel sud ovest dell'Iowa. Secondo l'U.S. Census Bureau, la contea ha una superficie totale di 1.338 km², di cui 1.323 km² composti da terra e i rimanenti 14,7 km² composti di acqua.

### Contee confinanti
- Contea di Mills (nord)
- Contea di Page (est)
- Contea di Atchison, Missouri (sud)
- Contea di Otoe, Nebraska (sud ovest)
- Contea di Cass, Nebraska (sud)

### Principali strade e autostrade
| - Interstate 29 | - U.S. Highway 59 - U.S. Highway 275 | - Iowa Highway 2 - Iowa Highway 333 |

## Storia
La contea di Fremont fu formata il 24 febbraio del 1847. Il suo nome deriva dall'ufficiale della Guerra Messicano-Americana John Charles Frémont.

## Società

### Censimento 2010
Il censimento del 2010 ha registrato una popolazione di 7.441 persone nella contea, con una densità di popolazione pari a 5,56 ab./km².

### Censimento 2000
Il censimento del 2000 ha registrato una popolazione di 8.010 persone nella contea, con una densità di popolazione pari a 6 ab/km². C'erano 3.514 unità abitative con una densità media di 3 u.a./km².
La composizione razziale della contea era composta dal 98,01% di bianchi, dallo 0,04% di neri o afroamericani, dallo 0,24% di nativi americani, dallo 0,24% di asiatici, dallo 0,96% di altre razze e dallo 0,51% di due o più razze. Lo 2,17% della popolazione era di origine ispanica o Latina.
Si contavano 3.199 nuclei familiari, dove il 30,20% aveva figli di età inferiore ai 18 anni che vivono con loro, il 58,90% erano coppie sposate che vivono insieme, il 8,20% era composto da donne con marito assente e il 29,90% erano non-famiglie. Il 26,30% di tutte le famiglie erano formate da singoli individui e il 14,90% di questi aveva più di 65 anni di età.
Nella contea la popolazione era formata dal 25,10% con età inferiore ai 18 anni, il 6,00% fra i 18 e i 24, il 24,30% fra i 25 e i 44, il 24,70% dai 45 ai 64 e il 19,80% oltre i 65 anni di età. L'età media era di 41 anni. Per ogni 100 donne c'erano 95,50 uomini. Per ogni 100 donne sopra i 18 anni, c'erano 91,80 maschi.
Il reddito medio per una famiglia nella contea era di $ 38.345, e il reddito medio per una famiglia era di $ 46547. I maschi avevano un reddito medio di $ 30.822 contro i $ 23.003 per le femmine. Il reddito pro capite per la contea era di $ 18.081. Circa il 6,50% delle famiglie e il 9,50% della popolazione era sotto la soglia di povertà, di cui il 11,40% sotto i 18 anni e 10,70% oltre i 65 anni di età.

## Città
| - Farragut - Hamburg - Imogene | - Randolph - Riverton - Shenandoah (parte) | - Sidney - Tabor - Thurman |

## Comunità costituite in società
- Bartlett
- McPaul
- Percival